# Hidruro de potasio
El hidruro de potasio (de fórmula KH) es un compuesto químico formado por hidrógeno y potasio. Reacciona con el agua de acuerdo a la siguiente reacción:
KH + H2O → KOH + H2
Esta reacción es tan poderosa que, a veces, el gas hidrógeno producido arde al mismo tiempo que se produce una llama de color lila en presencia de los iones  de potasio K+. El hidruro de potasio también es pirofórico, por eso requiere un manejo cuidadoso. Por esta razón es vendido comercialmente mezclado con aceite mineral.